# Bebe Vio
Beatrice Maria Adelaide Marzia Vio Grandis, detta Bebe Vio (Venezia, 4 marzo 1997), è una schermitrice e dirigente sportiva italiana, specializzata nel fioretto, campionessa paralimpica, mondiale ed europea di fioretto individuale paralimpico.

## Biografia
Nasce a Venezia e cresce a Mogliano Veneto, seconda dei 3 figli di Ruggero Vio, ingegnere ed erede dell'azienda familiare Vio Nautica, e Teresa Grandis.
Pratica scherma – attività coltivata in parallelo allo scoutismo – fin dall'età di 5 anni e mezzo.
Il 20 novembre 2008, a 11 anni, viene colpita da una meningite che le ha causato un'estesa infezione, tanto da costringere i medici all'amputazione degli arti. Dopo 104 giorni di ricovero è uscita dall'ospedale e ha ripreso immediatamente la scuola.
In seguito si è sottoposta a riabilitazione motoria e a fisioterapia presso il centro protesi INAIL di Budrio e a Bologna. 
Circa un anno dopo l'insorgenza della malattia, ha ripreso l'attività sportiva di schermitrice, anche a livello agonistico, grazie ad una particolare protesi progettata per sostenere il fioretto.
Da allora è apparsa come testimonial in molti programmi televisivi per diffondere la conoscenza della scherma su sedia a rotelle e dello sport paralimpico in generale.  
In un paio di occasioni ha gareggiato a scopo pubblicitario insieme alla sua figura ispiratrice, la plurimedagliata Valentina Vezzali. 
Nel 2009 la famiglia ha fondato art4sport, ONLUS di sostegno all'integrazione sociale tramite la pratica sportiva dei bambini che hanno subìto amputazioni.

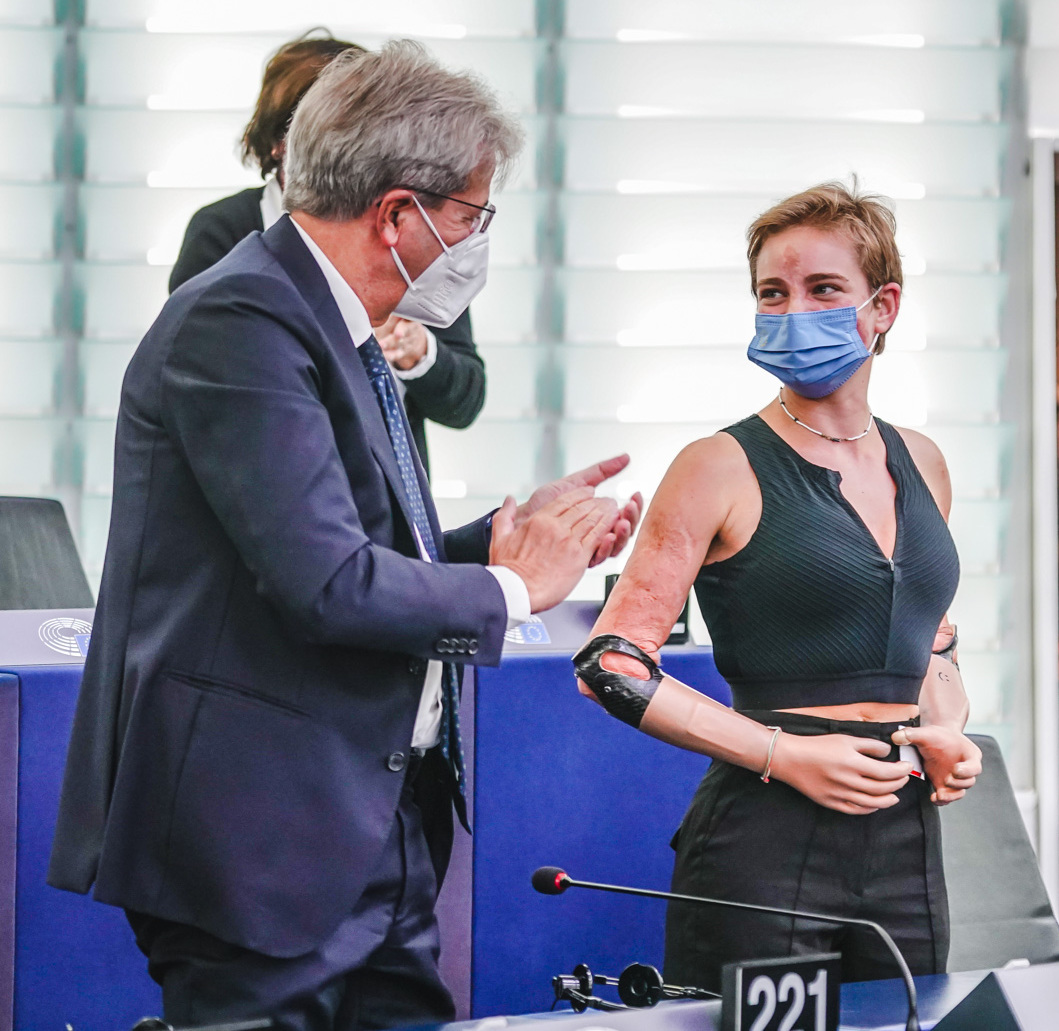
Bebe Vio al Parlamento europeo insieme a Paolo Gentiloni

Nel 2012 è stata tra i tedofori ai Giochi paralimpici di Londra.
In occasione di Expo 2015 è stata scelta come testimonial della Regione Veneto alla rassegna internazionale.
Il 18 settembre 2016 ha sfilato come portabandiera dell'Italia in occasione della cerimonia di chiusura della Paralimpiade di Rio de Janeiro 2016.
Nel settembre 2016 ha posato per la fotografa Anne Geddes per una campagna a favore della vaccinazione contro la meningite.
Il 18 ottobre 2016 ha fatto parte della delegazione italiana alla cena di stato alla Casa Bianca, l'ultima offerta dall'amministrazione Obama.
Nel 2017 ha condotto su Rai 1 il programma La vita è una figata.
Ha ideato l'evento "Giochi senza barriere" insieme alla famiglia e alla sua squadra formata da cantanti, sportivi e persone con disabilità.
Nel 2018 le è stato conferito alla Camera dei deputati il Premio America della Fondazione Italia USA.
Nello stesso anno ha recitato come doppiatrice nel film Gli Incredibili 2.
Le è stata dedicata una Barbie in esemplare unico dalla Mattel.
Nel maggio 2023 si è laureata in Comunicazione e Relazioni Internazionali alla John Cabot University di Roma.
Il 19 gennaio 2025 è stata eletta nel Consiglio Federale della Federazione Italiana Scherma come rappresentante degli atleti per il quadriennio 2025-2029.

### Attività sportiva
Allenata dalle sue maestre di sempre, Federica Berton e Alice Esposito, ha disputato la prima gara ufficiale a Bologna nel maggio 2010. 
Già nel 2011 è stata campionessa italiana Under-20 e nel 2012 e 2013 campionessa italiana assoluta.
Vincitrice di alcune gare in Coppa del Mondo, nel giugno 2014 ha ottenuto il titolo europeo assoluto paralimpico nel fioretto categoria "B" individuale e a squadre ai campionati continentali di Strasburgo, mentre nel settembre successivo ha ottenuto il titolo mondiale Under-18 al campionato mondiale paralimpico di scherma di Varsavia.
Dell'ottobre 2014 è inoltre l'Italian Paralympic Award, premio conferito dal Comitato Italiano Paralimpico ai migliori atleti italiani paralimpici.
Il 19 settembre 2015 si è laureata campionessa mondiale paralimpica del fioretto individuale nel corso dei campionati di scherma di categoria tenutisi a Eger, in Ungheria. Pochi giorni più tardi ha vinto anche la medaglia di bronzo nella prova a squadre.
Nel maggio 2016 ha preso parte ai Campionati Europei di Casale Monferrato, conquistando l'oro nel fioretto individuale e l'argento in quello a squadre.
Il 14 settembre 2016 ha vinto la medaglia d'oro nella prova individuale ai XV Giochi paralimpici di Rio de Janeiro, battendo in finale la cinese Zhou Jingjing per 15-7.
Il 16 settembre 2016 ha conquistato la medaglia di bronzo nella prova a squadre, assieme alle compagne Loredana Trigilia e Andreea Mogoș, al termine della finalina vinta per 45-44 contro Hong Kong.
L'8 novembre 2017 ha conquistato il suo secondo titolo di campionessa mondiale paralimpica nel fioretto individuale nel corso dei campionati di scherma di categoria tenutisi a Fiumicino. A seguito di questa vittoria ha deciso di mettere all'asta la medaglia appena conquistata, con lo scopo di raccogliere fondi a favore del Cesvi, organizzazione umanitaria che opera per la solidarietà internazionale.
Il 19 settembre 2018, battendo a Terni la russa Irina Mišurova in finale, si è laureata campionessa europea per la terza volta consecutiva.
Il 28 agosto 2021 ha conquistato la medaglia d'oro alle Paralimpiadi di Tokyo, battendo in finale per 15-9 la cinese Zhou Jingjing. Il giorno seguente si è laureata vice-campionessa olimpica nella prova a squadre, dopo che l'Italia era stata sconfitta per 45-41 dalla Cina. 
Nel 2024, alle Paralimpiadi di Parigi, conquista la medaglia di bronzo nel fioretto sia individuale che a squadre, quest'ultimo insieme ad Andreea Mogoș, Loredana Trigilia e Rossana Pasquino.

## Palmarès
- Medaglie ai  Giochi paralimpici: 6
 Oro Fioretto individuale: Rio 2016
 Oro Fioretto individuale: Tokyo 2020
 Argento Fioretto a squadre: Tokyo 2020
 Bronzo Fioretto a squadre: Rio 2016
 Bronzo Fioretto individuale: Parigi 2024
 Bronzo Fioretto a squadre: Parigi 2024
- Campionati mondiali paralimpici di scherma: 4
individuale: 2015, 2017, 2019, 2023

a squadre: 2017
- Campionati europei paralimpici di scherma: 5
individuale: 2014, 2016, 2018, 2019
a squadre: 2014
- Campionati italiani paralimpici assoluti di scherma: 2
individuale: 2012, 2013

## Opere
- Mi hanno regalato un sogno, Milano, Rizzoli Libri, 2015, ISBN 978-88-586-7878-7.
- Se sembra impossibile allora si può fare, Milano, Rizzoli Libri, 2017, ISBN 978-88-17-09713-0.

## Filmografia
- Rising Phoenix - La storia delle paralimpiadi, regia di Ian Bonhôte e Peter Ettedgui (2020)[26][27]

## Riconoscimenti
- Le è stato dedicato un asteroide, 111571 Bebevio[29]
- Gazzetta Sports Awards: 4

Categoria Atleta paralimpico: 2016, 2018, 2021
Categoria Legend paralimpica: 2022
- Laureus World Sportsperson of the Year with a Disability: 1

2017